# Движение (биология)
Движение (в биологии) — одно из проявлений жизнедеятельности, обеспечивающее организму возможность активного взаимодействия со средой, в частности, перемещение с места на место, захват пищи и т.д.
Движение — результат взаимодействия внешних по отношению к организму сил (вниз — сила тяжести, назад — сопротивление среды) и собственных сил (обычно вперёд или вверх — напряжение мышц, сокращение миофибрилл, движение протоплазмы). Является объектом исследования биомеханики.
У большинства бактерий движителями служат бактериальные жгутики, а у одноклеточных эукариот — жгутики, реснички или псевдоподии. У ряда примитивных многоклеточных (трихоплакс, ресничные черви) и многих планктонных личинок многие движения осуществляются за счёт работы ресничек покровного эпителия. У большинства многоклеточных животных осуществляются при помощи специальных органов, строение которых своеобразно у разных животных и зависит от типа их локомоции и условий окружающей среды (наземная, водная, воздушная). Но и в этих случаях движение организма и его частей — результат немногих типов клеточной подвижности.
Для некоторых животных (например, гидроидных полипов) и многих растений характерны ростовые движения.

## Формы клеточной подвижности
- Псевдоподии (ложноножки) обеспечивают амёбоидное движение (медленное перетекание цитоплазмы, связанное с изменением формы клетки)
- Реснички и жгутики обеспечивают ресничное и жгутиковое движение
- Миоциты (клетки мышечной ткани) обеспечивают мышечное сокращение

Кроме этих основных форм, существуют и другие, слабее изученные (скользящее движение грегарин, миксобактерий и нитчатых цианобактерий, сокращение спазмонем сувоек и др.).

## Двигательный аппарат иорганылокомоциимногоклеточных животных
- Специальные придатки тела, с помощью которых животные цепляются за неровности субстрата (щетинки, чешуйки, щитки) или прикрепляются к нему (присоски).
- Конечности, представляющие систему рычагов, приводимую в движение сокращениями мышц (наиболее распространённая конструкция).

Органы могут использоваться организмами, имеющие свободу движения. При отсутствии таковой (у прикреплённых водных животные — губки, кораллы и др., ведущих неподвижный образ жизни), используют реснички и жгутики для того, чтобы приводить в движение окружающую их среду, доставляющую им пищу и кислород.
Целенаправленные движения возможны лишь при согласованной работе значительного числа мышц или ресничек, координация которых, как правило,  осуществляется нервной системой.

## Классификация

### По путям перемещения (движения)
- По субстрату, то есть по твёрдой или жидкой опоре (ходьба, бег, прыжки, ползание, скольжение)
- Свободное в воде — плавание
- Свободного в воздухе — летание, планирование, парение
- В субстрате (бурение)

### По активности

#### Пассивное
В воде и воздухе движение может быть и пассивным:
- перемещения на большие расстояния некоторые пауки выпускают паутинки и уносятся воздушными течениями.
- парение, наблюдаемое у птиц, использующих воздушные течения
- Некоторые водные животные имеют приспособления, обеспечивающие поддержание их тела во взвешенном состоянии (вакуоли в наружном слое протоплазмы радиолярий, воздушные пузыри в колониях сифонофор и т. п.).

#### Активное
- В воде осуществляется:
  - с помощью специализированных гребных устройств (от волосков и жгутиков до видоизменённых конечностей водяных черепах, птиц, ластоногих)
  - изгибаниями всего тела (большинство рыб, хвостатых земноводных и др.)
  - реактивным способом — выталкиванием воды из полостей тела (медузы, головоногие моллюски и др.).
- В воздухе — летание — свойственно большинству насекомых, птиц и некоторым млекопитающим (летучие мыши). Передвижение по воздуху т. н. летучих рыб, лягушек, млекопитающих (белки-летяги и др.) — не летание, а удлинённый планирующий прыжок, осуществляемый при помощи таких поддерживающих приспособлений, как удлинённые грудные плавники, межпальцевые перепонки ног, складки кожи и др.

## Эволюция
В ходе эволюции типы движения животных усложнялись. Возникновение жёсткого скелета и поперечнополосатой мускулатуры было одним из важных этапов эволюции. В результате усложнилось строение нервной системы, появилось разнообразие движений, расширились жизненные возможности организмов.

## Движения человека
Являются наиболее важным способом его взаимодействия с окружающей средой и активного воздействия на неё.
Отличаются большим разнообразием:
- Движения, связанные с вегетативными функциями
- локомоции
- трудовые
- бытовые
- спортивные
- связанные с речью и письмом.

«…все внешние проявления мозговой деятельности действительно могут быть сведены на мышечное движение» И. М. Сеченов
 .
Все движения человека можно разделить на рефлекторные и произвольные.

.
Произвольные движения возникают, как результат реализации программ, формирующихся в двигательных функциональных системах центральной нервной системы. Полное выпадение произвольных движений называют параличом, а ослабление - парезом.
Выполняемые по желанию программы, формирующиеся в двигательных функциональных системах, окончательно не изучены.  Произвольными называют движения по желанию, а непроизвольными  - возникающие независимо от желания человека. Например, произвольное мочеиспускание и непроизвольное выделение мочи
 при недержании мочи. 
Относительно частей тела человека, выполняющего движения, выделяют активные и пассивные движения. Активными являются движения, которые человек совершает самостоятельно (спонтанно или по заданию), пассивные движения — изменения в пространстве положения частей тела пациента, осуществляемые обследующим, при пассивном
отношении больного к этим движениям.

## Изучение
Можно выделить два направления в изучении движения животных и человека:
- выявление биомеханических характеристик опорно-двигательного аппарата, кинематическое и динамическое описание натуральных движений
- нейрофизиологическое — выяснение закономерностей управления нервной системой движением

Мышцы, осуществляющие движение, рефлекторно управляются импульсами из центральной нервной системы.
Основные локомоторные движения, будучи унаследованными (безусловно рефлекторными), развиваются в ходе индивидуального развития и вследствие постоянных упражнений. Овладение новыми движениями — сложный процесс формирования новых условнорефлекторных связей и их упрочения. При многократных повторениях произвольные движения выполняются согласованнее, экономичнее и постепенно автоматизируются. Важнейшая роль в регуляции движения принадлежит сигналам, поступающим в нервную систему от расположенных в мышцах, сухожилиях и суставах проприорецепторов, сообщающих о направлении, величине и скорости совершающегося движения, активирующих рефлекторные дуги в разных частях нервной системы, взаимодействие которых и обеспечивает координацию движения.

## Движения у растений

### Пассивные (гигроскопические)
Связаны с изменением содержания воды в коллоидах, составляющих оболочку клетки.
Играют большую роль для цветковых растений при распространение семян и плодов.
Примеры:
- У растущей в пустыне Аравии иерихонской розы в сухом воздухе веточки свёрнуты, а в сыром развёртываются, отрываются от субстрата и переносятся ветром
- Плоды ковыля и журавельника благодаря гигроскопичности зарываются в землю
- У жёлтой акации зрелый боб высыхает, две его створки спирально скручиваются, а семена с силой разбрасываются.

### Активные
В основе активных движений — явления раздражимости и сократимости белков цитоплазмы растений, а также ростовые процессы. Воспринимая влияния окружающей среды, растения реагируют на них усилением интенсивности обмена, ускорением движения цитоплазмы, ростовыми и др. движениями. Воспринятое растением раздражение передаётся по цитоплазматическим тяжам — плазмодесмам, а затем уже происходит ответ растения как целого на раздражение. Слабое раздражение вызывает усиление, сильное — угнетение физиологических процессов в растении.

#### Медленные (ростовые)
К ним относятся:
- тропизмы (раздражение действует в одном направлении и происходит односторонний рост, в результате чего возникает изгиб органа — геотропизм, фототропизм, хемотропизм и др.)
- настии (ответ растения на действие раздражителей, не имеющих определённого направления — термонастии, фотонастии и т. д.)

#### Быстрые (сократительные)
Часто называют тургорными, являются результат взаимодействия аденозинтрифосфорной кислоты (АТФ) с сократительными белками. Т. о., механизм сократительных движений растений почти тот же, что и при сокращении мышц человека, движения слизевика или зооспоры водоросли.
К активным сократительным движениям относятся перемещения в пространстве некоторых низших организмов — таксисы, вызываемые, как и тропизмы, односторонним раздражением. К таксисам способны снабженные жгутиками бактерии, некоторые водоросли, антерозоиды мхов и папоротников. Многие водоросли (хламидомонады) обнаруживают положительный фототаксис, антерозоиды мхов собираются в капилляры, содержащие слабый раствор сахарозы, а папоротников — раствор яблочной кислоты (хемотаксис).
К сократительным движениям, связанным, вероятно, с сокращениями белкового вещества цитоплазмы, относятся и сейсмонастии. Близко к сейсмонастиям стоят автономные движения. Так, у семафорного инд. растения Desmodium gyrans сложный лист состоит из большой пластинки и двух меньших боковых пластинок, которые то опускаются, то поднимаются, как семафор. При неблагоприятных условиях (темнота) эти движения прекращаются. У биофитума (Biophytum sensitivum) при сильном раздражении листочки складываются, как у мимозы, совершая ряд ритмических сокращений. При этом, по-видимому, происходит распад АТФ и быстрое её восстановление, что и вызывает непрерывные движения листьев под влиянием раздражителей. Листочки кислицы складываются под влиянием сильного света, темноты, повышенной температуры. К вечеру листочки кислицы складываются, а уже ночью происходит их раскрывание, видимо, после того, как восстановится связь АТФ с сократительными белками. У растений, способных к никтинастическим (Acacia dealbata), сейсмонастическим (Mimosa pudica), а также к автономным Движения (биол.) (Desmodium gyrans), имеется высокая активность АТФ. У растений, не способных к движению, она незначительна (Desmodium canadensis). Наибольшим содержанием АТФ отличаются те ткани растений, которые связаны с движением. Прежде господствовало мнение, что движения листьев мимозы связано с потерей тургора и выходом воды в межклетники в сочленениях листа. В. А. Энгельгардт предполагает участие АТФ в осмотических явлениях, связанных с движением листьев мимозы, и дегидратацией её клеток в сочленениях.
Локомоторные движения у растений — активные перемещения в водной среде, свойственные бактериям, низшим водорослям и миксомицетам, а также зооспорам и сперматозоидам.
Вызываются односторонним действием раздражителей (по направлению к раздражителю или от него): света (фототаксис), химических веществ (хемотаксис) и др.
Осуществляется:
- (в большинстве случаев) с помощью жгутиков (жгутиковые водоросли, бактерии, зооспоры неподвижных водорослей, а также низших грибов, сперматозоиды водорослей, грибов, мхов, папоротников и некоторых голосеменных растений)
- (реже) в результате одностороннего выделения слизи (зелёная водоросль Closterium), активных змееобразных изгибов (синезелёная водоросль Oscillatoria, серобактерия Beggiatoa), одностороннего движения протоплазмы (подвижные диатомовые водоросли) или образования протоплазменных выростов (миксомицеты)

### Эволюция
Эволюция растений шла в направлении потери ими способности к локомоторному движению. В вегетативном состоянии подвижны лишь бактерии, некоторые водоросли и миксомицеты: у остальных водорослей и низших грибов Локомоторные движения присущи лишь зооспорам и сперматозоидам, у высших растений (мхи, плауны, хвощи, папоротники, саговники и гинкго) — только сперматозоидам.